# Laurent Lokoli
Laurent Lokoli (født 18. oktober 1994 i Bastia, Frankrig) er en professionel tennisspiller fra Frankrig.